# روبرت هوارد وايت
روبرت هوارد وايت (بالإنجليزية: Robert Howard White)‏ هو سياسي نيوزلندي، ولد في 25 ديسمبر 1914، وتوفي في 4 يناير 2006.